# Київський ветеринарний інститут
Київський ветеринарний інститут утворений 1930 року шляхом розділення Київського ветеринарно-зоотехнічного інституту. Існував до 1957 року, коли був приєднаний до Київської сільськогосподарської академії та перетворений на ветеринарний факультет. У 1930-ті роки був одним із найбільших ветеринарних центрів у СРСР. У 1941—1944 роках евакуйований до Свердловська. Німецькою окупаційною владою відновлений у 1942—1943 роках за участі частини викладачів.

## Історія
Ветеринарний факультет Київського ветеринарно-зоотехнічного інституту було виокремлено з інституту в рамках радянської кампанії з подрібнення та спеціалізації вишів. Очолив новоутворений Київський ветеринарний інститут директор КВЗІ Андрій Любченко. Після переведення Київського зоотехнічного інституту, утвореного з іншого факультету КВЗІ, до Дніпропетровська 1934 року частина викладачів, що не захотіла переїжджати, повернулася до ветеринарного інституту.
Відокремлення зоотехнічного факультету збільшило кількість навчальних корпусів та можливість набирати студентів. Так, у 1931—1935 роках проводилося 2 набори студентів на рік, при цьому на перший курс одразу поступали близько 350 студентів. Одночасно навчалися близько 1200 студентів.

### Евакуація
Близько 250 студентів та викладачів інституту було евакуйовано до Свердловська та перетворено на ветеринарний факультет Свердловського сільськогосподарського інституту. Серед викладачів були  професор Микола Вашетко, завідувач кафедри доцент Петро Лемішко, Володимир Нікольський (зав. кафедрою), доцентів — Сергій Баженов, Олександр Безносенко, К. І. Дмітрієв, Микола Синицький, Микола Кравченко (зав. кафедрою), Роман Чеботарьов (зав. кафедрою), викладачів — П. О. Осінський, М. М. Осьмакова, Ю. Б. Ратнер, старших лаборантів — М. К. Білецька, співробітниками інституту стали З. П. Ковальчук, В. Д. Ференець. У 1942—1944 роках випустилися 276 студентів.

### Німецька окупація
Ветеринарний інститут у Києві був відновлений у вересні 1942 року за наказом ветеринарного відділу Київського генерального комісаріату. Директором був призначений Олександр Корсунський. Розпочали працювати перший і другий курс.
Серед професорів були Є. Сластенко, Семен Ярослав, Борис Шершевицький, С. Крашенніков, Б. Фурсенко, І. Грищенко, Іван Розгін, Павло Гіммельрайх та інші. Інститут працював під керівництвом ветеринарного відділу окупаційного Київського генерального комісаріату.
Також на базі ветеринарного інституту 1943 року було створено ветеринарний НДІ, який очолили професор Антон Штосс з Мюнхенського університету та професор Олександр Корсунський.
Перед взяттям Києва радянськими військами інститут перевезли в жовтні 1943 року до Кам'янця-Подільського, де він залишався 3 місяці. У січні 1944 його вивезли до Мюнхена, а наукову частину — до Кенігсберга.

### Післявоєнний період
1 жовтня 1944 року Київський ветеринарний інститут відкрився у колишній клініці по вулиці Васильківській 17. На перший курс поступили 200 осіб.
До початку 1950-х років ресурси інституту було відновлено, придбано рентгенівську установку.

## Викладачі
- Баженов Сергій Васильович
- Поліщук Афанасій Лукич

### Директори
- Андрій Любченко (1930—1937)
- Чалий Т. С. (1937—1938)
- Пряжко Р. В. (1938—1941)
- Семен Ярослав (1943)
- П. М. Жованник (1944)
- І. О. Мойсеєнко (1944—1945)
- Іван Поваженко (1946—1947)
- Петро Лемішко (1947—1956)
- Ю. Г. Шматок (1956—1957)[3]

## Відомі випускники
- Манзій Сава Филимонович (1938)
- Науменко Володимир Васильович (1941)
- Меремінський Артур Йосипович (1949)
- Романенко Віктор Дмитрович (1954)
- Мацука Геннадій Харлампійович (1955)
- Курський Михайло Дмитрович (1956)